# ケビン・ホッジス
ケビン・ジョン・ホッジス（Kevin Jon Hodges, 1973年6月24日 - ）は、アメリカ合衆国出身の元プロ野球選手（投手）。
弟は2004年に阪神タイガースに在籍したトレイ・ホッジス。なおケビンは2004年には韓国プロ野球に在籍していたため、兄弟が同時に日本でプレーしたことはない。

## 経歴

### メジャー時代
1991年にカンザスシティ・ロイヤルズからドラフト8巡目指名を受ける。ロイヤルズ時代はマイナーリーグで6年間プレーしたが、メジャーリーグ登板がないまま自由契約。ヒューストン・アストロズを経て、1999年6月19日、マット・ミースキーとのトレードでシアトル・マリナーズへ移籍。2000年にメジャーリーグ初登板。
2001年6月29日にヤクルトスワローズへの入団が発表される。外国人投手の故障や不振などで先発投手が不足したための緊急補強の意味合いが強く、当時の支配下選手登録期限の6月30日を目前とした入団となった。

### ヤクルト時代
入団したこの年は8月からの実働2ヵ月間であったが5勝を挙げ、チームのリーグ優勝に貢献した。日本一のかかった日本シリーズ第5戦では、5回持たず2失点でKOとなり、先発投手としての役割は果たせなかったが、試合は勝利し、チームは日本一に輝いた。
2002年はシーズンを通して先発ローテーションの軸として活躍して17勝を挙げ、上原浩治と同数で最多勝のタイトルを獲得した。打者として本塁打を2本打っている(2号は4月25日の神宮球場の巨人戦でジョン・ワズディンからソロ本塁打)。
2003年は外国人としてはテリー・ブロス以来球団2人目となる開幕投手を務めたが、年間を通して不安定な投球が続き9月にシーズン限りでの退団が決定する。退団にあたっては、監督の若松勉が球団から「（ホッジスに）最後にもう1度神宮で投げさせてほしい」と言われていたことから、9月19日の神宮での広島東洋カープ戦で「さよなら登板」の機会が与えられた（6回から2番手で登板、2回1失点）。結局5勝9敗、防御率5.90と前年より大幅に成績を落としてシーズンを終了。

### 韓国時代
ホッジスは日本国内でのプレー続行を希望していたが獲得に名を挙げる球団はなく、2004年は韓国プロ野球のサムスン・ライオンズに入団。主に先発として9勝を挙げた。

### 楽天時代
2005年は新規参入の東北楽天ゴールデンイーグルスにテスト入団し、日本球界に復帰。岩隈久志以外に計算できる先発投手がいないチーム事情の中で2002年にセ・リーグ最多勝を獲得するなど日本での実績があることから、先発ローテーションを任されたが、シーズンに入ると背信投球を繰り返した。登板機会は多く与えられたが、調子が上向く気配は一向になく、8月28日の西武戦で1回5失点KOされると、監督の田尾安志は試合後の会見で「もう使うことはない」と事実上の戦力外を明言。その後は登板機会はなくこの年は登板18試合で2勝12敗、防御率6.44と大きく期待を裏切る成績でシーズンを終了。そしてこの年限りで解雇された。

### 楽天退団後
2006年は、独立リーグであるアトランティックリーグのブリッジポート・ブルーフィッシュでプレーし、現役を引退。
2012年1月1日付で埼玉西武ライオンズ編成部渉外担当（アメリカ駐在）に就任。2023年時点の役職は国際スカウト（駐米）。

## 詳細情報

### 年度別投手成績
| 年 度    | 球 団    | 登 板 | 先 発 | 完 投 | 完 封 | 無 四 球 | 勝 利 | 敗 戦 | セ 丨 ブ | ホ 丨 ル ド | 勝 率 | 打 者 | 投 球 回 | 被 安 打 | 被 本 塁 打 | 与 四 球 | 敬 遠 | 与 死 球 | 奪 三 振 | 暴 投 | ボ 丨 ク | 失 点 | 自 責 点 | 防 御 率 | W H I P |
| -------- | -------- | ----- | ----- | ----- | ----- | -------- | ----- | ----- | -------- | ----------- | ----- | ----- | -------- | -------- | ----------- | -------- | ----- | -------- | -------- | ----- | -------- | ----- | -------- | -------- | ------- |
| 2000     | SEA      | 13    | 0     | 0     | 0     | 0        | 0     | 0     | 0        | 0           | ----  | 73    | 17.1     | 18       | 4           | 12       | 0     | 2        | 7        | 1     | 0        | 10    | 10       | 5.19     | 1.73    |
| 2001     | ヤクルト | 12    | 12    | 0     | 0     | 0        | 5     | 3     | 0        | --          | .625  | 293   | 66.1     | 73       | 5           | 34       | 1     | 4        | 30       | 0     | 0        | 29    | 28       | 3.80     | 1.61    |
| 2002     | ヤクルト | 32    | 32    | 0     | 0     | 0        | 17    | 8     | 0        | --          | .680  | 848   | 200.2    | 183      | 15          | 67       | 2     | 17       | 132      | 6     | 2        | 82    | 76       | 3.41     | 1.25    |
| 2003     | ヤクルト | 20    | 19    | 0     | 0     | 0        | 5     | 9     | 0        | --          | .357  | 455   | 100.2    | 119      | 15          | 39       | 1     | 8        | 48       | 5     | 1        | 74    | 66       | 5.90     | 1.57    |
| 2004     | サムスン | 30    | 27    | 0     | 0     | --       | 9     | 10    | 0        | 0           | .474  | 719   | 163.1    | 158      | 15          | 81       | 1     | 21       | 123      | 9     | 1        | 91    | 77       | 4.24     | 1.46    |
| 2005     | 楽天     | 18    | 18    | 0     | 0     | 0        | 2     | 12    | 0        | 0           | .143  | 446   | 95.0     | 116      | 12          | 51       | 1     | 9        | 42       | 3     | 1        | 73    | 68       | 6.44     | 1.76    |
| MLB：1年 | MLB：1年 | 13    | 0     | 0     | 0     | 0        | 0     | 0     | 0        | 0           | ----  | 73    | 17.1     | 18       | 4           | 12       | 0     | 2        | 7        | 1     | 0        | 10    | 10       | 5.19     | 1.73    |
| NPB：4年 | NPB：4年 | 82    | 81    | 0     | 0     | 0        | 29    | 32    | 0        | 0           | .475  | 2042  | 462.2    | 491      | 47          | 191      | 5     | 38       | 252      | 14    | 4        | 258   | 238      | 4.63     | 1.47    |
| KBO：1年 | KBO：1年 | 30    | 27    | 0     | 0     | --       | 9     | 10    | 0        | 0           | .474  | 719   | 163.1    | 158      | 15          | 81       | 1     | 21       | 123      | 9     | 1        | 91    | 77       | 4.24     | 1.46    |

- 各年度の太字はリーグ最高

### タイトル
NPB
- 最多勝利：1回 （2002年）

### 表彰
NPB
- 月間MVP：1回 （2002年6月）

### 記録
NPB投手記録
- 初登板・初先発・初勝利：2001年8月1日、対阪神タイガース18回戦（阪神甲子園球場）、6回3失点
- 初奪三振：同上、2回裏に伊達昌司から
- オールスターゲーム出場：1回 （2002年）

NPB打撃記録
- 初安打：2001年8月14日、対横浜ベイスターズ17回戦（明治神宮野球場）、3回裏に野村弘樹から中前安打
- 初本塁打・初打点：2002年4月2日、対広島東洋カープ1回戦（明治神宮野球場）、6回裏に横山竜士から左越同点ソロ

### 背番号
- 58 （2000年 - 2004年）
- 54 （2005年）